# Cryptantha microstachys
Cryptantha microstachys là loài thực vật có hoa trong họ Mồ hôi. Loài này được (Greene ex A.Gray) Greene mô tả khoa học đầu tiên năm 1887.